# Kanuslalom-Weltmeisterschaften 1993
Die Kanuslalom-Weltmeisterschaften 1993 fanden 1993 in Mezzana in Italien statt.

## Ergebnisse

### Einer-Kajak
Männer:
| Platz | Land | Sportler      |
| ----- | ---- | ------------- |
| 1     | GBR  | Richard Fox   |
| 2     | USA  | Richard Weiss |
| 3     | GBR  | Melvyn Jones  |

Frauen:
| Platz | Land | Sportler             |
| ----- | ---- | -------------------- |
| 1     | FRA  | Myriam Fox-Jerusalmi |
| 2     | FRA  | Anne Boixel          |
| 3     | FRA  | Marianne Agulhon     |

### Einer-Kajak-Mannschaft
Männer:
| Platz | Land | Sportler                                            |
| ----- | ---- | --------------------------------------------------- |
| 1     | GBR  | Richard Fox Shaun Pearce Melvyn Jones               |
| 2     | FRA  | Manuel Brissaud Vincent Fondeviole Sylvain Curinier |
| 3     | CZE  | Luboš Hilgert Vojtěch Bareš Pavel Přindiš           |

Frauen:
| Platz | Land | Sportler                                          |
| ----- | ---- | ------------------------------------------------- |
| 1     | FRA  | Sylvie Lepeltier Anne Boixel Myriam Fox-Jerusalmi |
| 2     | USA  | Jana Freeburn Dana Chladek Cathy Hearn            |
| 3     | GBR  | Maria Lund Rachel Crosbee Lynn Simpson            |

### Einer-Canadier
Männer:
| Platz | Land | Sportler        |
| ----- | ---- | --------------- |
| 1     | GER  | Martin Lang     |
| 2     | FRA  | Hervé Delamarre |
| 3     | GER  | Sören Kaufmann  |

### Einer-Canadier-Mannschaft
Männer:
| Platz | Land | Sportler                                            |
| ----- | ---- | --------------------------------------------------- |
| 1     | SLO  | Jože Vidmar Boštjan Žitnik Simon Hočevar            |
| 2     | GBR  | Mark Delaney Bill Horsman Gareth Marriott           |
| 3     | ITA  | Francesco Stefani Luca dalla Libera Renato de Monti |

### Zweier-Canadier
Männer:
| Platz | Land | Sportler                       |
| ----- | ---- | ------------------------------ |
| 1     | CZE  | Jiří Rohan/Miroslav Šimek      |
| 2     | FRA  | Éric Biau/Bertrand Daille      |
| 3     | FRA  | Franck Adisson/Wilfrid Forgues |

### Zweier-Canadier-Mannschaft
Männer:
| Platz | Land | Sportler                                                                                |
| ----- | ---- | --------------------------------------------------------------------------------------- |
| 1     | CZE  | Marek Jiras/Tomáš Máder Jiří Rohan/Miroslav Šimek Petr Štercl/Pavel Štercl              |
| 2     | FRA  | Thierry Saïdi/Emmanuel del Rey Franck Adisson/Wilfrid Forgues Éric Biau/Bertrand Daille |
| 3     | SVK  | Viktor Beneš/Milan Kučera Juraj Ontko/Ladislav Čáni Roman Štrba/Roman Vajs              |

## Medaillenspiegel
| Platz  | Land                   | Gold | Silber | Bronze | Gesamt |
| ------ | ---------------------- | ---- | ------ | ------ | ------ |
| 1      | Frankreich             | 2    | 5      | 2      | 9      |
| 2      | Vereinigtes Königreich | 2    | 1      | 2      | 5      |
| 3      | Tschechien             | 2    | -      | 1      | 2      |
| 4      | Deutschland            | 1    | -      | 1      | 2      |
| 5      | Slowenien              | 1    | -      | -      | 1      |
| 6      | Vereinigte Staaten     | -    | 2      | -      | 2      |
| 7      | Slowakei               | -    | -      | 1      | 1      |
| 7      | Italien                | -    | -      | 1      | 1      |
| Gesamt | Gesamt                 | 8    | 8      | 8      | 24     |